# Chris Anstey
Christopher John „Chris” Anstey (ur. 1 stycznia 1975 w Melbourne) – australijski koszykarz, grający na pozycji środkowego, po zakończeniu kariery zawodniczej trener koszykarski.

## Osiągnięcia
Stan na podstawie, o ile nie zaznaczono inaczej.

### Drużynowe
- Mistrz:
  - EuroChallenge (2004)
  - Australii (NBL – 1996, 2006, 2008)
- Wicemistrz:
  - Rosji (2003, 2004)
  - NBL (1997, 2000, 2007, 2009)
- Brąz mistrzostw Rosji (2005)
- Finalista pucharu Rosji (2005)
- 3. miejsce w pucharze Rosji (2003, 2004)

### Indywidualne
- MVP:
  - Pucharu ULEB (2003)
  - australijskiej ligi NBL (2006, 2008)
  - finałów NBL (2006, 2008)
- Obrońca roku NBL (2008)
- Najlepszy:
  - rezerwowy NBL (2001)
  - środkowy mistrzostw Rosji (2003)
- Największy postęp NBL (1996)
- Zaliczony do:
  - I składu:
    - I składu NBL (2002, 2006–2009)
    - rosyjskiej ligi PBL (2003 – według eurobasket.com)[4]
    - zawodników zagranicznych PBL (2003 – według eurobasket.com)[4]
    - mistrzostw Rosji (2003)

  - II składu NBL (2001)
- Uczestnik meczu gwiazd:
  - NBL (2006)
  - Eurocup (2004  – nie wystąpił z powodu kontuzji, 2005)
- Lider:
  - strzelców sezonu regularnego Eurocup (2003)
  - NBL w:
    - zbiórkach (2008)
    - blokach (2006–2009)

### Reprezentacja
- Mistrz:
  - Oceanii (2003)
  - świata U–22 (1997)
  - turnieju FIBA Diamond Ball (2000)
- Wicemistrz turnieju Diamond Ball (2008)
- Uczestnik:
  - igrzysk:
    - olimpijskich (2000 – 4. miejsce, 2008 – 7. miejsce)
    - Dobrej Woli (1998)

  - mistrzostw świata (1998 – 9. miejsce)
- MVP mistrzostw świata U–22 (1997)
- Laureat Medalu Gaze'a (2002 – przyznawany najlepszemu zawodnikowi kadry Australii)